# Laura Hird

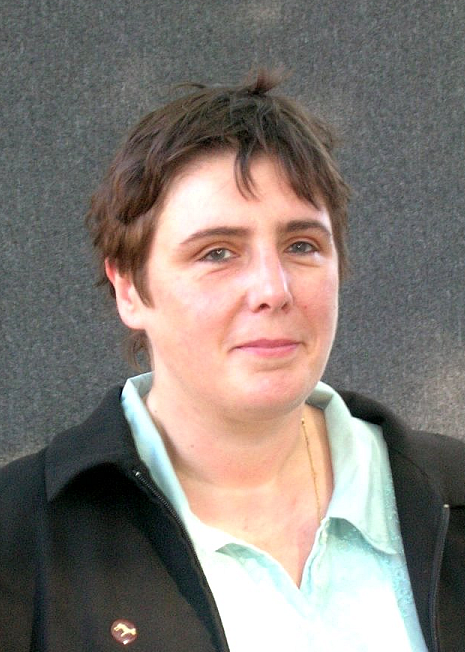
Laura Hird 2007

Laura Hird (* 1966 in Edinburgh) ist eine britische Schriftstellerin.

## Leben
Die Schottin Laura Hird hat an der Middlesex University in London studiert. Seit Mitte der 1990er Jahre hat sie zahlreiche Kurzgeschichten und den Roman Born Free veröffentlicht, der für den Orange Prize und den Whitbread First Novel Award nominiert war. Der Roman wurde auch in Holland, Finnland, Polen, Spanien, Frankreich, Deutschland und den USA veröffentlicht. Hirds letzte Veröffentlichung stammt aus dem Jahr 2007.
Nach eigenen Angaben verlässt Hird ihre Heimatstadt Edinburgh so selten wie möglich und war lediglich dreimal „richtig von zuhause weg“.

## Born Free
Der Roman Born Free erzählt die Geschichte einer Familie im schottischen Edinburgh. Die Mutter Angie ist Alkoholikerin und arbeitet in einem Wettbüro. Nachdem sie jahrelang trocken war, fängt sie wieder an zu trinken, und stürzt sich in ein Verhältnis mit ihrem Arbeitskollegen Raymond. Ihre 15-jährige Tochter Joni treibt sich rum, klaut und versucht mit aller Macht, vor ihrem 16. Geburtstag, der unmittelbar bevorsteht, ihre Jungfräulichkeit zu verlieren. Ihr 14-jähriger Bruder Jake ist Rangers-Fan, wird von fast allen gemobbt und verbringt seine Zeit am liebsten mit Computerspielen. Vater Vic arbeitet als Busfahrer, schluckt Antidepressiva und ist mit sich und seiner Familie total unzufrieden.
Raymond bittet Angie vergeblich, ihren Mann zu verlassen und mit ihm abzuhauen. Ramond brennt schließlich mit den Tageseinnahmen durch. Angie muss sich für die Tat verantworten und verliert ihren Job. Joni, die erfolglos versucht hat, mit dem Onkel ihrer Freundin anzubandeln, fährt mit einem Trucker mit, der kurz vor ihrem 16. Geburtstag mit ihr schläft. Jake, der furchtbar einsam ist, freundet sich mit dem katholischen Nachbarsjungen an und merkt, dass es auch normale Familien gibt.
Vic hat endgültig genug von Angies Eskapaden und will sie rausschmeißen. Angie hat Raymond verloren und sieht keinen Ausweg mehr. Aber sie weiß, dass ihre Tochter Geld aus der geheimen Familienkasse klaut. Sie droht, Vic davon zu erzählen, und verlangt, dass Joni sich bei ihrem Vater für Angies Verbleib in der Familie ausspricht. Angie gewinnt, die Familie bleibt zusammen.
Der Roman ist im Präsens geschrieben. Die Geschichte wird in der Ich-Form aus vier verschiedenen Perspektiven erzählt, die ständig wechseln. Die Sprache ist der jeweiligen Person angepasst und durchgehend einfach und umgangssprachlich.

„Voll schwarzem Humor und Schmerz, eine Komödie entstanden aus der Tragödie ....“

„Laura Hird ist viel mehr als nur ein weiblicher Irvine Welsh ohne Heroin ... ein komisches, bemerkenswertes und außerordentlich mutiges Debüt.“

## Werke
- Nail and Other Stories (Kurzgeschichten, 1997). Deutsche Ausgabe: Nägel. Eichborn Verlag, 2003.
- Born Free (Roman, 1999). Deutsche Ausgabe: Born Free. Eichborn Verlag, 2001./Droemer Knaur 2005.
- Hope and Other Urban Tales (Kurzgeschichten, 2006), bisher nur in Großbritannien erschienen
- Dear Laura: Letters from a Mother to her Daughter (Briefe, 2007), bisher nur in Großbritannien erschienen
- The Dilating Pupil In: Children of Albion Rovers: An Anthology of New Scottish Writing, 1997.